# Lipnik (Królewiec)

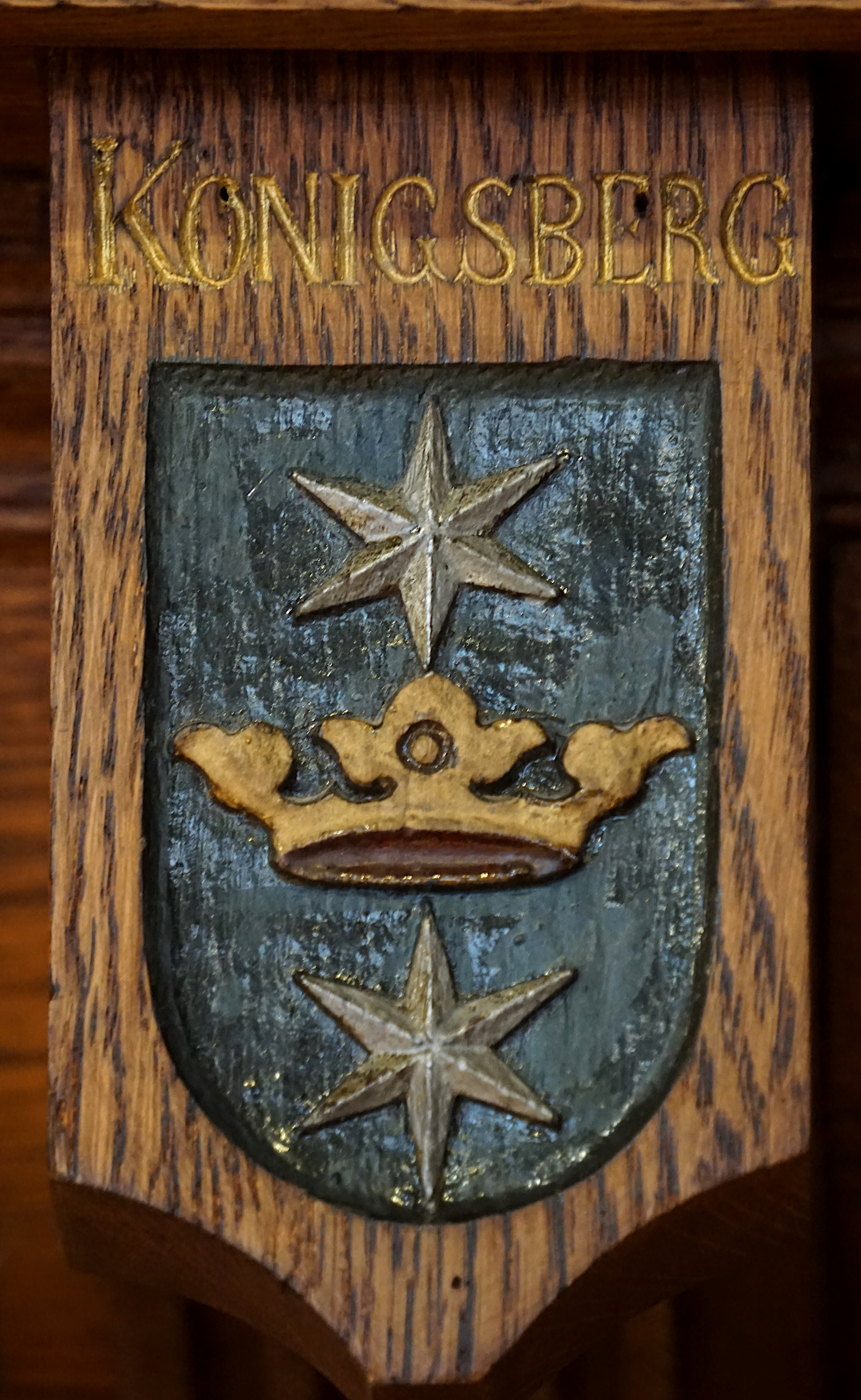
Herb Lipnika w sali plenarnej staromiejskiego ratusza w Gdańsku

Lipnik (niem. Löbenicht, ros. Лёбенихт) – historyczna dzielnica Królewca. Powstał jako "Nowe Miasto" w miejscu pruskiej osady. Od 1255 do 1724 Lipnik był samodzielnym miastem od zachodu graniczącym bezpośrednio ze Starym Miastem, od wschodu z wolnizną Sackheim. Znajdowały się tu przede wszystkim warsztaty rzemieślnicze. Od 1506 do Lipnika należały wolnizny Anger i Stegen, o charakterze gospodarczym. Lipnik, Stare Miasto i Knipawa zostały w 1724 połączone w jedno miasto - Królewiec.
Gotycki kościół parafialny św. Barbary (niem. St. Barbara auf dem Berge), po reformacji określany był jako kościół lipnicki (niem. Löbenichtsche Kirche). Został zbudowany 1333-1354 i przebudowany 1474, spłonął 1764. Nowy był barokową salową budowlą z wieżą od zach., z 1776 r. (proj. Johann Ernst Löckell).  
W 1349 wielki mistrz Henryk Dusemer ufundował klasztor cysterek, następnie benedyktynek, z którego do 1945 przetrwało kilka gotyckich obrazów i rzeźb. 1530 przekształcony w szpital, zwany Wielkim Szpitalem (niem. Grosses Hospital) lub szpitalem lipnickim (niem. Löbenichtsches Hospital). Nowy budynek szpitalny z kościołem wzniesiono po pożarze 1764, kolejny gmach 1903 w innym miejscu. Jednym z kapelanów szpitalnych był kartograf Caspar Henneberger.
Lipnickie gimnazjum realne wywodziło się z miejskiej szkoły łacińskiej założonej 1525. Przy ul. Długiej Lipnickiej (niem. Löbenichtsche Langgasse), w miejscu ratusza, od XVIII w. mieściła się znana drukarnia Hartunga.
Obecnie na miejscu dawnego Lipnika przebiega Moskiewski prospekt (ros. Московский проспект), znajdują się tereny zielone i bloki mieszkalne z wielkiej płyty. Przetrwał gmach szpitalny, z reliktami rokokowej bramy wjazdowej z 1771, obok którego nad Pregołą zlokalizowano prowizoryczne zabudowania katolickiej parafii Świętej Rodziny.